# Sverd i fjell
Sverd i fjell (pol. Miecze w skale, znany też jako Trzy miecze) – monument znajdujący się w Hafrsfjord w Stavanger, Norwegia.
Monument ten, wykonany przez Fritza Røeda, norweskiego rzeźbiarza z Bryne, został odsłonięty przez króla Olafa V w 1983 roku. W jego skład wchodzą trzy duże miecze wbite w skałę na pamiątkę bitwy pod Hafrsfjord stoczonej w 872 r., kiedy to Harald Pięknowłosy pokonał swych rywali i dokonał zjednoczenia Norwegii w jedno królestwo. Największy miecz, o wysokości 9,2 metra, symbolizuje zwycięskiego króla, a dwa mniejsze reprezentują władców, którzy ponieśli porażkę. Pomnik jest jednocześnie symbolem pokoju. Miecze osadzono w skale aby nigdy więcej ich nie używać. Wzorowane są na orężu z epoki, odnajdywanym na terenie całego kraju. Pomnik ten należy do najważniejszych symboli Norwegii, co roku w czerwcu odbywały się pod nim plenerowe imprezy entuzjastów wikingów. Było to miejsce corocznego przedstawienia „Havsfjordspillerne" obrazującego historię, jednak brak funduszy spowodował zaprzestanie tradycyjnych widowisk.
Pomnik znajduje się na szlaku turystycznym w drodze z Sola do Stavanger, 11 km od lotniska w Sola oraz 6 km od centrum Stavanger. 